# 보리소글렙스크

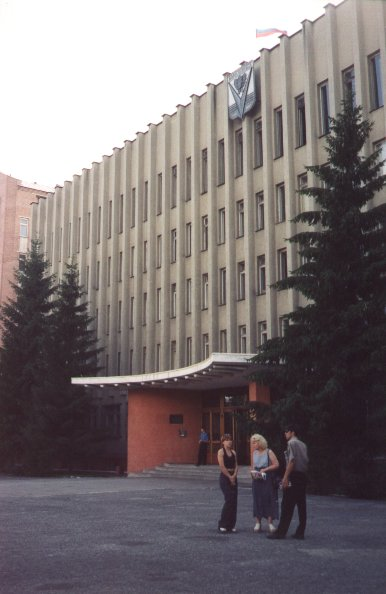

보리소글렙스크(러시아어: Борисоглебск)는 보로네시주에 위치한 도시이다. 보로나강의 좌안에 위치하고, 호표르강에서 가깝다. 인구는 6만 9,392명 (2002년); 6만 5,000명(1969년)이다.
보리소글렙스크는 17세기 중반에 지어졌다.